# Bislett Games 2016
Bislett Games 2016 – mityng lekkoatletyczny, który odbył się 9 czerwca w Oslo. Zawody były siódmą odsłoną prestiżowej Diamentowej Ligi w sezonie 2016.

## Rezultaty

### Mężczyźni
| Konkurencja:               | 1. miejsce        | Rezultat   | 2. miejsce        | Rezultat | 3. miejsce          | Rezultat |
| Bieg na 100 m              | Andre De Grasse   | 10,07      | Michael Rodgers   | 10,09    | Dentarius Locke     | 10,12    |
| Bieg na milę               | Asbel Kiprop      | 3:51,48 WL | Elijah Manangoi   | 3:52,04  | Taoufik Makhloufi   | 3:52,24  |
| Bieg na 5000 m             | Hagos Gebrhiwet   | 13:07,70   | Muktar Edris      | 13:08,11 | Yomif Kejelcha      | 13:08,34 |
| Bieg na 400 m przez płotki | Yasmani Copello   | 48,79      | Javier Culson     | 48,99    | Michael Tinsley     | 49,02    |
| Skok o tyczce              | Renaud Lavillenie | 5,80       | Shawnacy Barber   | 5,73     | Paweł Wojciechowski | 5,65     |
| Trójskok                   | Alexis Copello    | 16,91      | Teddy Tamgho      | 16,80    | Max Heß             | 16,69    |
| Pchnięcie kulą             | Joe Kovacs        | 22,01      | Konrad Bukowiecki | 21,14    | Tomasz Majewski     | 20,56    |
| Rzut oszczepem             | Thomas Röhler     | 89,30      | Johannes Vetter   | 87,11    | Keshorn Walcott     | 86,35    |

### Kobiety
| Konkurencja:                  | 1. miejsce              | Rezultat   | 2. miejsce                                | Rezultat | 3. miejsce             | Rezultat |
| Bieg na 200 m                 | Dafne Schippers         | 21,93 WL   | Elaine Thompson                           | 22,64    | Iwet Łałowa            | 22,78    |
| Bieg na 400 m                 | Stephenie Ann McPherson | 51,04      | Natasha Hastings                          | 51,38    | Novlene Williams-Mills | 51,66    |
| Bieg na milę                  | Faith Kipyegon          | 4:18,60 WL | Laura Muir                                | 4:19,12  | Meraf Bahta            | 4:25,26  |
| Bieg na 100 m przez płotki    | Brianna Rollins         | 12,56      | Dawn Harper-Nelson                        | 12,75    | Jasmin Stowers         | 12,89    |
| Bieg na 3000 m z przeszkodami | Hyvin Jepkemoi          | 9:09,57    | Sofia Assefa                              | 9:18,53  | Etenesh Diro           | 9:19,40  |
| Skok wzwyż                    | Ruth Beitia             | 1,90       | Tonje Angelsen Michaela Hrubá Sofie Skoog | 1,85     |                        |          |
| Skok w dal                    | Ivana Španović          | 6,94       | Christabel Nettey                         | 6,68     | Shara Proctor          | 6,67     |
| Rzut dyskiem                  | Sandra Perković         | 67,10      | Nadine Müller                             | 63,09    | Denia Caballero        | 62,65    |

## Rekordy
Podczas mityngu ustanowiono 2 krajowe rekordy w kategorii seniorów:
| Zawodnik                  | Reprezentacja | Konkurencja        | Rezultat |
| ------------------------- | ------------- | ------------------ | -------- |
| Alberto Mamba             | Mozambik      | bieg na 800 metrów | 1:46,32  |
| Karoline Bjerkeli Grøvdal | Norwegia      | bieg na milę       | 4:26,23  |